# الكارثة (رواية)
الكارثة (بالفرنسية: La Débâcle
) هي رواية لإميل زولا نشرت عام 1892، الرواية ما قبل الأخيرة في سلسلة les Rougon-Macquart. وضعت القصة ضد خلفية الأحداث السياسية و العسكرية التي أنهت ملك نابليون الثالث و الإمبراطورية الثانية عام 1870، بالخصوص الحرب الفرنسية البروسية، معركة سيدان و كومونة باريس.

## وصلات خارجية
- الكارثة على موقع الموسوعة البريطانية (الإنجليزية)